# Marshal Blueberry
Marshal Blueberry ist ein frankobelgischer Comic. 

## Handlung
Leutnant Blueberry kann im November 1868 das Fort Navajo vor dem Angriff feindlicher Indianer schützen. Er erhält von General Sherman den Auftrag, eine Bande von Waffenschiebern, die in diesem Gebiet operiert, auffliegen zu lassen. Die Spur führt ihn in das Städtchen Heaven. Als dortiger Marshal erhält er Unterstützung von der Farmerin Tess Bonaventura und von seinem Freund Red Neck.

## Hintergrund
Jean Giraud schrieb die Westernreihe. Der Zeichner war William Vance. Michel Rouge übernahm die zeichnerische Gestaltung der letzten Folge. Diese wurde von Scarlett Smulkowski coloriert, die unter anderem auch Green Manor einfärbte. Die Albenausgabe, die Alpen Publishers 1991 begann, wurde 2000 von Dargaud abgeschlossen. Im deutschen Sprachraum gab Ehapa die Alben und die Gesamtausgabe heraus. Die letzte Episode erschien zudem als Vorabdruck im neuen Zack.

## Alben
- Auf Befehl Washingtons (1/1991)
- Mission Sherman (2/1993)
- Blutige Grenze (3/2000)